# Oedocephalum glomerulosum
Oedocephalum glomerulosum är en svampart som först beskrevs av Pierre Bulliard (v. 1742–1793), och fick sitt nu gällande namn av Pier Andrea Saccardo 1886. Oedocephalum glomerulosum ingår i släktet Oedocephalum, ordningen skålsvampar, klassen Pezizomycetes, divisionen sporsäcksvampar och riket svampar.

## Underarter
Arten delas in i följande underarter:
- candidum
- cantonense